# Gare de Glenview
La gare de Glenview est une gare ferroviaire des États-Unis située à glenview dans l'État de l'Illinois.

## Histoire
Elle est mise en service en 1995.

## Service des voyageurs

### Desserte
- Lignes d'Amtrak[1]:
  - L'Empire Builder: Seattle/Portland - Chicago
  - L'Hiawatha Service: Milwaukee - Chicago
- METRA
  - Milwaukee District / North Line